# Paroisse de Kars
Pour les articles homonymes, voir Kars (homonymie).
La paroisse de Kars est à la fois une paroisse civile et un ancien district de services locaux (DSL) canadien du Nouveau-Brunswick. Dans le cadre de la réforme de la gouvernance locale du 1er janvier 2023, le DSL a été annexé au nouveau village de Valley Waters.

## Toponyme

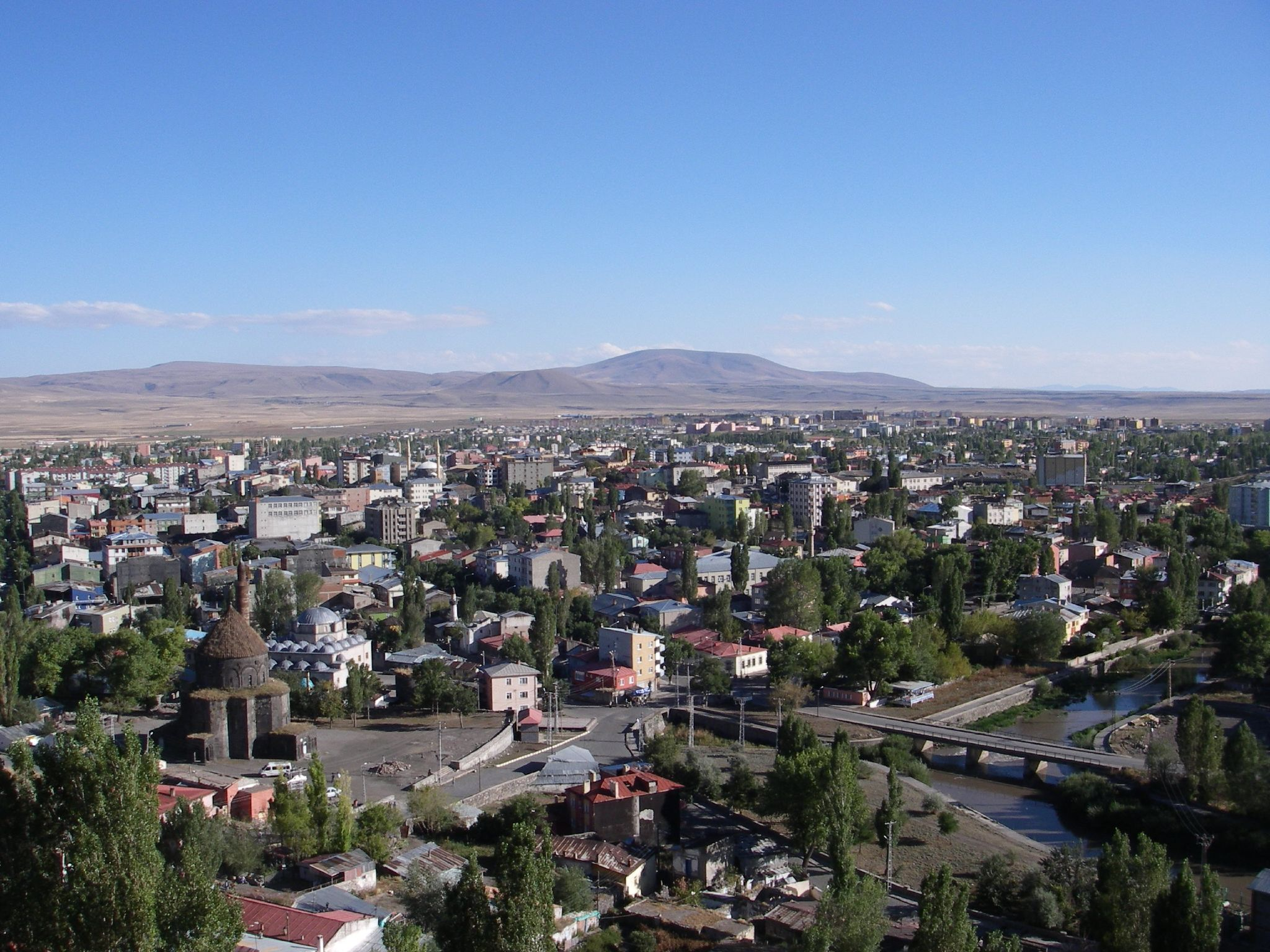
La ville de Kars, en Turquie.

Kars est nommé ainsi en l'honneur de la défense du général Fenwick Williams lors du siège de Kars, une ville de l'est de la Turquie, en 1855.

## Géographie

### Villages et hameaux
La paroisse comprend les hameaux de Kars, Beulah, Benlah, Lower Kars, Tennants Cove et Earle Wharf.

## Histoire
Selon la carte Morris de 1758, les Acadiens avaient un village du nom de Robicheau, fondé par la famille du même nom, légèrement en aval du site de Tennants Cove. L'établissement comptait quatre maisons, incendiées par Robert Monckton en 1758.
Les rives du fleuve Saint-Jean et de la rivière Belleisle sont colonisées par des Loyalistes entre 1784 et 1785. Les autres localités constituent l'expansion des premiers.
La municipalité du comté de Kings est dissoute en 1966. La paroisse de Kars devient un district de services locaux en 1967.

## Démographie
| 2001 | 2006 | 2011 | 2016 |
| ---- | ---- | ---- | ---- |
| 345  | 424  | 407  | 325  |

## Économie
Entreprise Fundy, membre du Réseau Entreprise, a la responsabilité du développement économique.

## Administration

### Comité consultatif
En tant que district de services locaux, Kars est administré directement par le Ministère des Gouvernements locaux du Nouveau-Brunswick, secondé par un comité consultatif élu composé de cinq membres dont un président.

### Commission de services régionaux
La paroisse de Kars fait partie de la Région 8, une commission de services régionaux (CSR) devant commencer officiellement ses activités le 1er janvier 2013. Contrairement aux municipalités, les DSL sont représentés au conseil par un nombre de représentants proportionnel à leur population et leur assiette fiscale. Ces représentants sont élus par les présidents des DSL mais sont nommés par le gouvernement s'il n'y a pas assez de présidents en fonction. Les services obligatoirement offerts par les CSR sont l'aménagement régional, l'aménagement local dans le cas des DSL, la gestion des déchets solides, la planification des mesures d'urgence ainsi que la collaboration en matière de services de police, la planification et le partage des coûts des infrastructures régionales de sport, de loisirs et de culture; d'autres services pourraient s'ajouter à cette liste.

### Représentation et tendances politiques
Nouveau-Brunswick: Kars fait partie de la circonscription provinciale de Hampton-Kings, qui est représentée à l'Assemblée législative du Nouveau-Brunswick par Bev Harrison, du Parti progressiste-conservateur. Il fut élu 1999 puis réélu en 2003, en 2006 et en 2010.
 Canada: Kars fait partie de la circonscription électorale fédérale de Nouveau-Brunswick-Sud-Ouest, qui est représentée à la Chambre des communes du Canada par Gregory Francis Thompson, ministre des Anciens Combattants et membre du Parti conservateur. Il fut élu lors de la 40e élection fédérale, en 1988, défait en 1993 puis réélu à chaque fois depuis 1997.

## Vivre dans la paroisse de Kars
Le DSL est inclus dans le territoire du sous-district 9 du district scolaire Francophone Sud. L'école Samuel-de-Champlain de Saint-Jean est l'établissement francophone le plus proche alors que les établissements d'enseignement supérieurs les plus proches sont dans le Grand Moncton.
Le détachement de la Gendarmerie royale du Canada le plus proche est à Hampton. Le bureau de poste le plus proche est quant à lui dans la paroisse de Springfield.
Les anglophones bénéficient du quotidien Telegraph-Journal, publié à Saint-Jean, et du Kings County Records, de Sussex. Les francophones bénéficient quant à eux du quotidien L'Acadie nouvelle, publié à Caraquet, ainsi que l'hebdomadaire L'Étoile, de Dieppe.